# Пукарів
Пукарів (пол. Pukarzów) — село в Польщі, у гміні Лащів Томашівського повіту Люблінського воєводства. Населення — 573 особи (2011).

## Історія
За даними етнографічної експедиції 1869—1870 років під керівництвом Павла Чубинського, у селі переважно проживали римо-католики, але населення здебільшого розмовляло українською мовою.
У 1975—1998 роках село належало до Замойського воєводства.

## Демографія
Демографічна структура станом на 31 березня 2011 року:
|          | Загалом | Допрацездатний вік | Працездатний вік | Постпрацездатний вік |
| -------- | ------- | ------------------ | ---------------- | -------------------- |
| Чоловіки | 277     | 59                 | 178              | 40                   |
| Жінки    | 296     | 59                 | 149              | 88                   |
| Разом    | 573     | 118                | 327              | 128                  |